# Peter Lipton

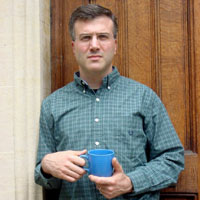
Peter Lipton

Peter Lipton (* 9. Oktober 1954 in New York City; † 25. November 2007 in Cambridge) war ein US-amerikanischer Wissenschaftstheoretiker.
Neben verschiedenen Beiträgen zur Wissenschaftstheorie, zur Epistemologie und anderen philosophischen Disziplinen wurde Lipton besonders bekannt durch seine Ausarbeitungen zu Schlüssen auf die beste Erklärung.

## Biografie
Lipton studierte Physik und Philosophie an der Wesleyan University und in Oxford. Seinen Ph.D. erwarb er 1985 in Oxford mit einer Arbeit über wissenschaftliche Evidenzen und Erklärungen. Von 1985 bis 1990 war er Assistenzprofessor am Williams College in Williamstown. 1991 kam er an die Fakultät für Geschichte und Philosophie der Wissenschaften in Cambridge, wurde 1994 dort Dozent und 1996 Dekan; außerdem war er Fellow am King’s College.
Lipton organisierte in Cambridge einen Lesekreis zu Themen der Erkenntnistheorie nach dem Vorbild des Diskussionskreises um Alfred Jules Ayer in Oxford, den er besucht hatte. Sowohl an seiner Fakultät wie außerhalb derselben brachte Lipton philosophische Diskussionen auch einer breiteren Öffentlichkeit nahe. Beispielsweise ist er auch für seine Beiträge auf der Internetseite AskPhilosophers.org bekannt. Seine Vorträge und Seminare zeichneten sich durch hohe Klarheit und außergewöhnlichen Humor aus.
Lipton lebte mit seiner Frau Diana und zwei Söhnen, Jonah und Jacob zusammen. Er verstand sich als „religiöser Atheist“, der jüdischen Lebensformen folgte und dem in moralischen Lebensfragen Rückgriffe auf jüdische Lehren hilfreich waren, obwohl er nicht an metaphysische religiöse Lehren glaubte, insbesondere nicht an die Existenz eines Gottes.
Sein Hauptwerk Inference to the Best Explanation (Erstauflage 1991) ist ein umfassend angelegter Versuch, unsere rationalen Schlussweisen zu erklären. Dabei versteht Lipton als „beste Erklärung“, was unser Verstehen am weitesten befördert. Korrekte Vorhersagen verleihen einer Theorie ein höheres Maß an induktiver Bestätigung als die Integration neuer Daten. Weitere wichtige Beiträge Liptons diskutieren die Natur kausaler Erklärungen, von Rechtfertigung durch Hörensagen und wissenschaftlichen Testverfahren und wissenschaftlichen Theoriewandels. Lipton entwickelte eine neuartige Form des wissenschaftlichen Realismus. Außerdem widmete er sich Themen aus den Gebieten der Religionsphilosophie, der Philosophie des Geistes (unter anderem mentale Gehalte und das Geist-Seele-Problem) sowie der Bioethik (2003 gab er den Report Pharmacogenetics: Ethical Issues heraus) und der Geschichte des Induktionsproblems. Zu Letzterem arbeitete er an einer Monografie unter dem Titel The Humean Predicament, die unvollendet geblieben ist.
Lipton starb unerwartet im November 2007 nach einem Squash-Spiel.

## Publikationen (Auswahl)
- Inference to the Best Explanation. 2. Aufl. Routledge, Chapman & Hall, London 2004, ISBN 0-415-24202-9.

## Nachweise
1. ↑  HPS: Obituary: Professor Peter Lipton. In: University of Cambridge. 2. Juni 2008, archiviert vom Original; abgerufen am 9. September 2023 (englisch).